# Europäischer Filmpreis/Beste europäische Leistung im Weltkino

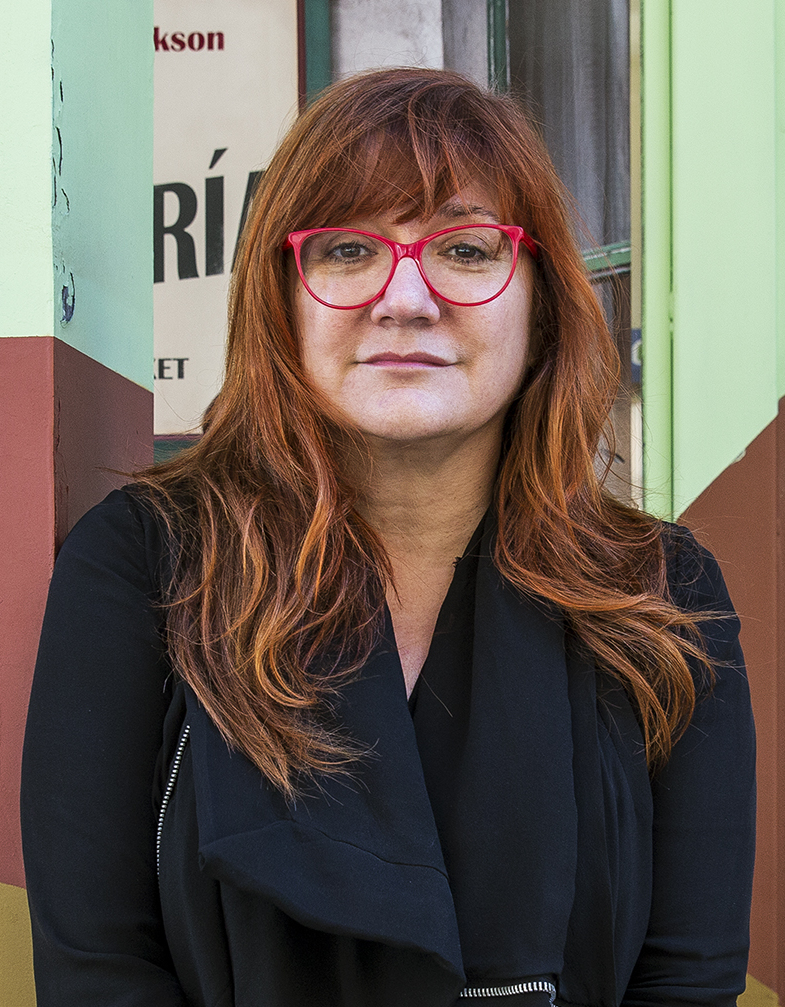
Preisträgerin 2023: Isabel Coixet

Der Europäische Filmpreis wird in der Kategorie Beste europäische Leistung im Weltkino seit 1997 jährlich vergeben, um europäische Filmschaffende, die im Weltkino großen Erfolg hatten, auszuzeichnen.
Nur im Jahr 1998 wurden Nominierungen ausgelobt.

## Preisträger
| Jahr | Preisträger                                                               | Filmisches Schaffen                                          | Land                   |
| ---- | ------------------------------------------------------------------------- | ------------------------------------------------------------ | ---------------------- |
| 1997 | Miloš Forman                                                              | Regie bei Larry Flynt – Die nackte Wahrheit                  | Tschechien/USA         |
| 1998 | Stellan Skarsgård                                                         | Schauspieler in Amistad und Good Will Hunting                | Schweden               |
| 1999 | Antonio Banderas                                                          | Schauspieler                                                 | Spanien                |
| 1999 | Roman Polański                                                            | Regisseur, Drehbuchautor, Schauspieler und Produzent         | Polen/Frankreich       |
| 2000 | Roberto Benigni                                                           | Schauspieler und Regisseur                                   | Italien                |
| 2000 | Jean Reno                                                                 | Schauspieler                                                 | Frankreich             |
| 2001 | Ewan McGregor                                                             | Schauspieler                                                 | Vereinigtes Königreich |
| 2002 | Victoria Abril                                                            | Schauspielerin                                               | Spanien                |
| 2003 | Carlo Di Palma                                                            | Kameramann                                                   | Italien                |
| 2004 | Liv Ullmann                                                               | Schauspielerin und Regisseurin                               | Norwegen               |
| 2005 | Maurice Jarre                                                             | Komponist                                                    | Frankreich             |
| 2006 | Jeremy Thomas                                                             | Produzent                                                    | Vereinigtes Königreich |
| 2007 | Michael Ballhaus                                                          | Kameramann                                                   | Deutschland            |
| 2008 | Lars von Trier, Thomas Vinterberg, Søren Kragh-Jacobsen, Kristian Levring | Regisseure und Drehbuchautoren, Begründer der Dogma-Bewegung | Dänemark               |
| 2009 | Isabelle Huppert                                                          | Schauspielerin                                               | Frankreich             |
| 2010 | Gabriel Yared                                                             | Komponist                                                    | Libanon/Frankreich     |
| 2011 | Mads Mikkelsen                                                            | Schauspieler                                                 | Dänemark               |
| 2012 | Helen Mirren                                                              | Schauspielerin                                               | Vereinigtes Königreich |
| 2013 | Pedro Almodóvar                                                           | Regisseur, Drehbuchautor und Produzent                       | Spanien                |
| 2014 | Steve McQueen                                                             | Regisseur                                                    | Vereinigtes Königreich |
| 2015 | Christoph Waltz                                                           | Schauspieler                                                 | Deutschland/Österreich |
| 2016 | Pierce Brosnan                                                            | Schauspieler                                                 | Irland                 |
| 2017 | Julie Delpy                                                               | Schauspielerin, Regisseurin und Filmproduzentin              | Frankreich             |
| 2018 | Ralph Fiennes                                                             | Schauspieler und Filmregisseur                               | Vereinigtes Königreich |
| 2019 | Juliette Binoche                                                          | Schauspielerin                                               | Frankreich             |
| 2020 | Preis nicht vergeben                                                      | Preis nicht vergeben                                         | Preis nicht vergeben   |
| 2021 | Susanne Bier                                                              | Regisseurin und Drehbuchautorin                              | Dänemark               |
| 2022 | Elia Suleiman                                                             | Regisseur und Drehbuchautor                                  | Palästina              |
| 2023 | Isabel Coixet                                                             | Regisseurin und Drehbuchautorin                              | Spanien                |
| 2024 | Isabella Rossellini                                                       | Schauspielerin                                               | Italien/USA            |

Anmerkungen
1. ↑  1998 waren außerdem folgende Schauspieler/-innen für den Preis nominiert: Antonio Banderas (Die Maske des Zorro), Pierce Brosnan (James Bond 007 – Der Morgen stirbt nie), Gérard Depardieu (Der Mann in der eisernen Maske), Emma Thompson (Mit aller Macht) und Kate Winslet (Titanic)